# عبد العزيز الحصية
عبد العزيز هزاع الحصية لاعب كرة قدم قطري يلعب حالياً في نادي الخور معار من نادي معيذر.

## مسيرة اللاعب
كانت بداياته مع نادي الريان و لعب بعدها مع النادي الأهلي ونادي معيذر ونادي الخور.

## روابط خارجية
- عبد العزيز الحصية على موقع قاعدة بيانات كرة القدم.إي يو (الإنجليزية)
- عبد العزيز الحصية على موقع Soccerway.com (الإنجليزية)